# Najadales
Ordre
Classification APG II (2003)
Classification APG III (2009)
Classification APG IV (2016)
Synonymes
- Alismatales Dumortier (préféré par BioLib)[1]

Les Najadales sont un ordre de plantes monocotylédones.

## Classification
En classification classique de Cronquist (1981) il comprend 10 familles (principalement de plantes aquatiques) :
- Aponogétonacées famille de l'Aponogeton
- Cymodocéacées famille de la cymodocée de mer Méditerranée
- Juncaginacées famille du troscart
- Najadacées ou Naiadacées famille des najas
- Posidoniacées famille de la posidonie constituant les grands herbiers de Méditerranée
- Potamogétonacées famille du potamot
- Ruppiacées famille du Ruppia
- Scheuchzériacées
- Zannichelliacées famille de la zannichellie
- Zostéracées famille de la zostère constitutive d'herbiers en océan Atlantique.

En classification phylogénétique APG II (2003), en classification phylogénétique APG III (2009) et en classification phylogénétique APG IV (2016) cet ordre n'existe pas et ces plantes sont assignées aux Alismatales.